# Festival Internacional de Cine de Cannes de 2016
El Festival Internacional de Cine de Cannes de 2016, 69.ª edición, fue celebrado entre el 11 y el 22 de mayo de 2016. El director australiano George Miller fue el presidente del Jurado de la competición principal. El actor francés Laurent Lafitte fue el maestro de ceremonias de la inauguración y clausura del certamen. La directora japonesa Naomi Kawase fue presidenta del jurado de Cortometrajes y Cinéfondation. La película Café Society, del director estadounidense Woody Allen, inauguró el festival.
La Palma de Oro fue otorgada a la película británica Yo, Daniel Blake del director Ken Loach.

## Jurados

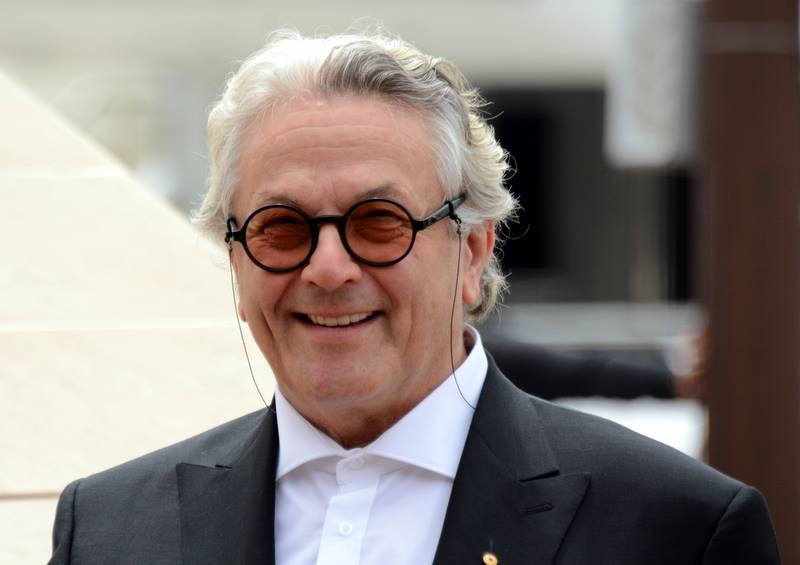
George Miller, presidente del jurado de la competición principal

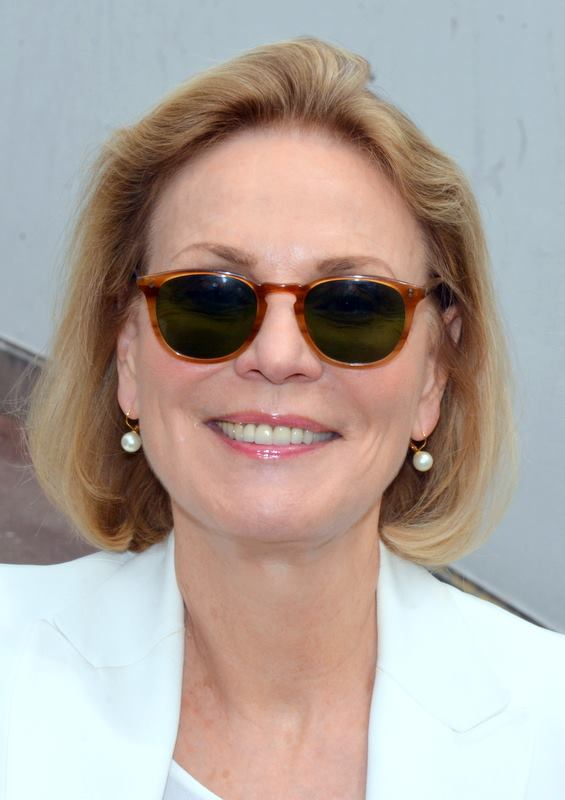
Marthe Keller, presidente del jurado Un Certain Regard

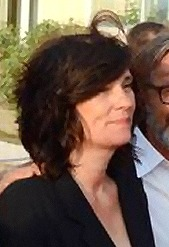
Catherine Corsini, presidenta del jurado Caméra d'or

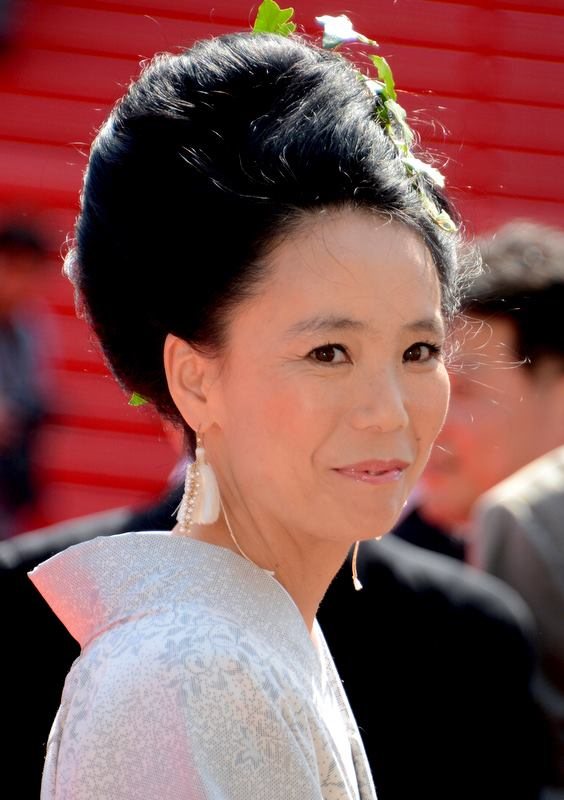
Naomi Kawase, presidenta del jurado Cinéfondation y cortometrajes

### Competición principal
- George Miller, director australiano, presidente[6]
- Arnaud Desplechin, director francés
- Kirsten Dunst, actriz estadounidense
- Valeria Golino, actriz y directora italiana
- Mads Mikkelsen, actor danés
- László Nemes, director hungaresa
- Vanessa Paradis, actriz y cantante francesa
- Katayoon Shahabi, productor iraní
- Donald Sutherland, actor canadiense

### Un Certain Regard
- Marthe Keller, actriz suiza, Presidenta[7]
- Jessica Hausner, directora austríaca
- Diego Luna, actor y director mexicano
- Ruben Östlund, director sueco
- Céline Sallette, actriz francesa

### Caméra d'or
- Catherine Corsini, directora y actriz francesa, Presidenta[8]
- Jean-Christophe Berjon, crítico francés
- Alexander Rodnyansky, productor ucraniano
- Isabelle Frilley, CEO de Titra Film
- Jean-Marie Dreujou, cineasta francés

### Cinéfondation y cortometrajes
- Naomi Kawase, directora japonesa, Presidenta[9]
- Marie-Josée Croze, actriz franco-canadiense
- Jean-Marie Larrieu, director francés
- Radu Muntean, director rumano
- Santiago Loza, director argentino

### Jurados Independientes
Gran Premio Nespresso (Semana Internacional de la Crítica)
- Valérie Donzelli, directora y actriz francesa, presidenta[10]
- Alice Winocour, directora francesa
- Nadav Lapid, director israelí
- David Robert Mitchell, director estadounidense
- Santiago Mitre, director argentino

Premio Ojo Dorado
- Gianfranco Rosi, director italiano de documentales, Presidente[11]
- Anne Aghion, directora de documentales franco-estatunidenca
- Natacha Régnier, actriz belga
- Thierry Garrel, consultor artístico francés y director de documentales para Arte TV
- Amir Labaki, crítico brasileño

Palma Queer
- Olivier Ducastel y Jacques Martineau, directores franceses, Presidentes[12][13]
- Emilie Brisavoine, directora y actriz francesa
- João Federici, director artístic del Festival MixBrasil
- Marie Sauvion, periodista cinematográfica francesa.

## Sección oficial

### En competición
Las películas nominadas para competir por la Palma de Oro fueron anunciadas el 14 de abril de 2016; El cliente, dirigida por Asghar Farhadi, fue añadida a la competencia el 22 de abril.
| Título                         | Título Original       | Director(es)                       | País(es) de Producción                                     |
| ------------------------------ | --------------------- | ---------------------------------- | ---------------------------------------------------------- |
| American Honey                 | American Honey        | Andrea Arnold                      | Reino Unido, Estados Unidos                                |
| Aquarius                       | Aquarius              | Kleber Mendonça Filho              | Brasil                                                     |
| Elle                           | Elle                  | Paul Verhoeven                     | Francia, Bélgica y Alemania                                |
| Un momento de amor             | Mal de pierres        | Nicole Garcia                      | Francia                                                    |
| Los exámenes                   | Bacalaureat           | Cristian Mungiu                    | Rumania, Francia                                           |
| La doncella                    | 아가씨 Agasshi        | Park Chan-wook                     | Corea del Sur                                              |
| Yo, Daniel Blake               | I, Daniel Blake       | Ken Loach                          | Reino Unido, Francia                                       |
| It's Only the End of the World | Juste la fin du monde | Xavier Dolan                       | Canadá, Francia                                            |
| Julieta                        | Julieta               | Pedro Almodóvar                    | España                                                     |
| The Last Face                  | The Last Face         | Sean Penn                          | Estados Unidos                                             |
| Loving                         | Loving                | Jeff Nichols                       | Estados Unidos, Reino Unido                                |
| Ma' Rosa                       | Ma' Rosa              | Brillante Mendoza                  | Filipinas                                                  |
| The Neon Demon                 | The Neon Demon        | Nicolas Winding Refn               | Estados Unidos                                             |
| Paterson                       | Paterson              | Jim Jarmusch                       | Estados Unidos                                             |
| Personal Shopper               | Personal Shopper      | Olivier Assayas                    | Francia                                                    |
| El cliente                     | فروشنده Forushande    | Asghar Farhadi                     | Irán                                                       |
| Rester vertical                | Rester Vertical       | Alain Guiraudie                    | Francia                                                    |
| Sieranevada                    | Sieranevada           | Cristi Puiu                        | Rumanía, Francia, Bosnia y Herzegovina, Croacia, Macedonia |
| Ma Loute                       | Ma Loute              | Bruno Dumont                       | Francia, Alemania                                          |
| Toni Erdmann                   | Toni Erdmann          | Maren Ade                          | Alemania, Austria                                          |
| La chica desconocida           | La Fille inconnue     | Jean-Pierre Dardenne, Luc Dardenne | Bélgica                                                    |

### Un Certain Regard
Las películas que compitieron en Un Certain Regard fueron anunciadas el 14 de abril de 2016. Hell or High Water, dirigida por David Mackenzie, fue agregada a la lista el 22 de abril.
| Título                                    | Título Original                              | Director(es)                    | País(es) de Producción      |
| ----------------------------------------- | -------------------------------------------- | ------------------------------- | --------------------------- |
| Después de la tormenta                    | 海よりもまだ深く Umi yori mo Mada Fukaku     | Hirokazu Koreeda                | Japón                       |
| Apprentice                                | Apprentice                                   | Boo Junfeng                     | Singapur, Francia, Alemania |
| Beyond the Mountains and Hills            | מעבר להרים ולגבעות Me'Ever Laharim Vehagvaot | Eran Kolirin                    | Israel                      |
| Captain Fantastic                         | Captain Fantastic                            | Matt Ross                       | Estados Unidos              |
| Clash                                     | اشتباك Eshtebak                              | Mohamed Diab                    | Egipto, Francia, Alemania   |
| La Danseuse                               | La Danseuse                                  | Stéphanie Di Giusto             | Francia                     |
| Dogs                                      | Câini                                        | Bogdan Mirică                   | Rumania, Bulgaria           |
| The Happiest Day in the Life of Olli Mäki | Hymyilevä Mies                               | Juho Kuosmanen                  | Finlandia                   |
| Harmonium                                 | 淵に立つ Fuchi ni Tatsu                      | Kōji Fukada                     | Japón                       |
| Hell or High Water                        | Hell or High Water                           | David Mackenzie                 | Estados Unidos              |
| Inversion                                 | وارونگی Varoonegi                            | Behnam Behzadi                  | Irán                        |
| La larga noche de Francisco Sanctis       | La larga noche de Francisco Sanctis          | Francisco Márquez, Andrea Testa | Argentina                   |
| Pericle il nero                           | Pericle il Nero                              | Stefano Mordini                 | Italia                      |
| Asuntos de familia                        | أمور شخصية Omor Shakhsiya                    | Maha Haj                        | Israel                      |
| La tortuga roja                           | La Tortue rouge                              | Michael Dudok de Wit            | Francia, Japón              |
| The Transfiguration                       | The Transfiguration                          | Michael O'Shea                  | Estados Unidos              |
| Voir du pays                              | Voir du pays                                 | Delphine Coulin, Muriel Coulin  | Francia                     |
| (M)uchenik                                | (М)Ученик (M)Uchenik                         | Kiril Serébrennikov             | Rusia                       |

### Fuera de competición
Las siguientes películas fueron seleccionadas para ser proyectadas fuera de la competición:
| Título                      | Título Original | Director(es)     | País(es) de Producción              |
| --------------------------- | --------------- | ---------------- | ----------------------------------- |
| The BFG                     | The BFG         | Steven Spielberg | Estados Unidos, Reino Unido, Canadá |
| Café Society (opening film) | Café Society    | Woody Allen      | Estados Unidos                      |
| El extraño                  | 곡성 Gokseong   | Na Hong-jin      | Corea del Sur                       |
| Money Monster               | Money Monster   | Jodie Foster     | Estados Unidos                      |
| The Nice Guys               | The Nice Guys   | Shane Black      | Estados Unidoss                     |

Sesiones de medianoche
| Título         | Título Original     | Director(es)         | País(es) de Producción |
| -------------- | ------------------- | -------------------- | ---------------------- |
| Blood Father   | Blood Father        | Jean-François Richet | France                 |
| Gimme Danger   | Gimme Danger        | Jim Jarmusch         | United States          |
| Train to Busan | 부산행 Bu-san-haeng | Yeon Sang-ho         | South Korea            |

### Proyecciones especiales
| Título                                 | Título Original                        | Director(es)                           | País(es) de Producción    |
| -------------------------------------- | -------------------------------------- | -------------------------------------- | ------------------------- |
| Chouf                                  | شوف Chouf                              | Karim Dridi                            | Francia, Túnez            |
| Exil                                   | Exil                                   | Rithy Panh                             | Camboya                   |
| Manos de piedra                        | Hands of Stone                         | Jonathan Jakubowicz                    | Estados Unidos, Panamá    |
| Hissein Habré, une tragédie tchadienne | Hissein Habré, une tragédie tchadienne | Mahamat-Saleh Haroun                   | Chad                      |
| La forêt de Quinconces                 | La Forêt de Quinconces                 | Grégoire Leprince-Ringuet              | Francia                   |
| La muerte de Luis XIV                  | La Mort de Louis XIV                   | Albert Serra                           | Francia, Portugal, España |
| L'ultima spiaggia                      | L'ultima spiaggia                      | Thanos Anastopoulous, Davide Del Degan | Italia                    |
| Le Cancre                              | Le Cancre                              | Paul Vecchiali                         | Francia                   |
| Peshmerga                              | Peshmerga                              | Bernard-Henri Lévy                     | Francia                   |
| Wrong Elements                         | Wrong Elements                         | Jonathan Littell                       | Francia, Bélgica          |

### Cortometrajes
De 5.008 registrados, los siguientes cortometrajes fueron seleccionados para participar por la Palma de Oro al mejor cortometraje:
| English title                  | Original title                                        | Director(s)                           | Production country |
| ------------------------------ | ----------------------------------------------------- | ------------------------------------- | ------------------ |
| Law of the Lamb                | La Laine sur le dos /صوف على الظهر Souf alla al-dhahr | Lotfi Achour                          | Túnez, Francia     |
| Dreamlands                     | Dreamlands                                            | Sarah Dunlop                          | Reino Unido        |
| Timecode                       | Timecode                                              | Juanjo Giménez                        | España             |
| Imago                          | Imago                                                 | Raymond Gutiérrez                     | Filipinas          |
| Madre                          | Madre                                                 | Simón Mesa Soto                       | Colombia           |
| A moça que dançou com o diabo  | A moça que dançou com o diabo                         | João Paulo Miranda Maria              | Brasil             |
| Après Suzanne                  | Après Suzanne                                         | Félix Moati                           | Francia            |
| 4:15 P.M. The End of the World | 4:15 PM Sfarsitul Lumii                               | Catalin Rotaru, Gabi Virginia Sarga   | Rumania            |
| Il Silenzio                    | Il Silenzio                                           | Farnoosh Samadi Frooshani, Ali Asgari | Italia             |
| Fight on a Swedish Beach       | Fight on a Swedish Beach                              | Simon Vahlne                          | Suecia             |

### Cinéfondation
Esta sección se centra en películas realizadas por estudiantes en escuelas de cine. Los siguientes 18 participantes (14 de ficción y 4 de animación) fueron seleccionados entre 2.300 registrados. Más de un tercio representan a escuelas que participan en Cinéfondation por primera vez. Es también la primera vez que aparecen películas representando a Venezuela y Bosnia. Más de la mitad de los films seleccionados fueron dirigidos por mujeres.
| Título                    | Título Original             | Director               | Escuela, país                                          |
| ------------------------- | --------------------------- | ---------------------- | ------------------------------------------------------ |
| In the Hills              | In the Hills                | Hamid Ahmadi           | London Film School, Reino Unido                        |
| Submarine                 | Submarine                   | Mounia Akl             | Columbia University School of the Arts, Estados Unidos |
| The Noise of Licking      | A nyalintás nesze           | Nadja Andrasev         | MOME, Hungría                                          |
| All Rivers Run to the Sea | Toate fluviile curg în mare | Alexandru Badea        | UNATC, Rumania                                         |
| Somewhere                 | Ailleurs                    | Mélody Boulissière     | E.N.S.A.D., Francia                                    |
| Gabber Lover              | Gabber Lover                | Anna Cazenave Cambet   | La Fémis, Francia                                      |
| The Alan Dimension        | The Alan Dimension          | Jac Clinch             | NFTS, Reino Unido                                      |
| Trash                     | Poubelle                    | Alexandre Gilmet       | INSAS, Bélgica                                         |
| Fine                      | Dobro                       | Marta Hernaiz Pidal    | film.factory, Bosnia y Herzegovina                     |
| La culpa probablemente    | La culpa probablemente      | Michael Labarca        | Universidad de los Andes, Venezuela                    |
| The Reasons in the World  | Las razones del mundo       | Ernesto Martínez Bucio | CCC, México                                            |
| 1 Kilogram                | 1 Kilogram                  | Park Young-Ju          | K-ARTS, Corea del Sur                                  |
| Aram                      | Aram                        | Fereshteh Parnian      | Universidad de Lyon II - Lumière, Francia              |
| Nest                      | Gudh                        | Saurav Rai             | Satyajit Ray Film and Television Institute, India      |
| The Sleeping Saint        | La santa che dorme          | Laura Samani           | Centro Sperimentale di Cinematografia, Italia          |
| Whatever The Weather      | bei Wind und Wetter         | Remo Scherrer          | Hochschule Luzern - Design & Kunst, Suiza              |
| Anna                      | Anna                        | Or Sinai               | Escuela de Cine y Televisión Sam Spiegel, Israel       |
| Business                  | Business                    | Malena Vain            | Universidad del Cine, Argentina                        |

## Secciones paralelas

### Semana Internacional de la Crítica
La selección de películas para la Semana Internacional de la Crítica fue anunciada el 18 de abril de 201. Victoria, dirigida por Justine Triet, fue elegida como la película de apertura, mientras que los cortos Bonne Figure, dirigido por Sandrine Kiberlain, En moi, dirigida por Laetitia Casta, y Kitty, dirigida por Chloë Sevigny fueron las elegidas para la ceremonia de clausura.
Largometrajes
| Título             | Título original         | Director(es)         | País(es) de producción            |
| ------------------ | ----------------------- | -------------------- | --------------------------------- |
| Album              | Album                   | Mehmet Can Mertoğlu  | Turquía, Francia, Rumania         |
| Diamond Island     | Diamond Island          | Davy Chou            | Camboya, Francia                  |
| Crudo              | Grave                   | Julia Ducournau      | Francia, Bélgica                  |
| Las Mimosas        | Las Mimosas             | Oliver Laxe          | España, Francia, Marruecos, Catar |
| One Week and a Day | שבוע ויום Shavua ve yom | Asaph Polonsky       | Israel                            |
| Tramontane         | ربيع Rabi'h             | Vatche Boulghourjian | Líbano, Francia                   |
| A Yellow Bird      | A Yellow Bird           | K. Rajagopal         | Singapur, Francia                 |

Proyecciones especiales
| Título                                   | Título original                                  | Director(es)             | País(es) de producción |
| ---------------------------------------- | ------------------------------------------------ | ------------------------ | ---------------------- |
| Victoria                                 | Victoria                                         | Justine Triet            | Francia                |
| Bonne figure                             | Bonne figure                                     | Sandrine Kiberlain       | Francia                |
| En moi                                   | En moi                                           | Laetitia Casta           | Francia                |
| Kitty                                    | Kitty                                            | Chloë Sevigny            | Estados Unidos         |
| Los Pasos del Agua                       | Los Pasos del Agua                               | César Augusto Acevedo    | Colombia               |
| From the Diary of a Wedding Photographer | מיומנו של צלם חתונות Myomano shel tzalam hatonot | Nadav Lapid              | Israel                 |
| Happy Times Will Come Soon               | I tempi felici verranno presto                   | Alessandro Comodin       | Italia, Francia        |
| Apnea                                    | Apnée                                            | Jean-Christophe Meurisse | Francia                |

Cortometrajes
| Título                                      | Título original                    | Director(es)          | País(es) de producción |
| ------------------------------------------- | ---------------------------------- | --------------------- | ---------------------- |
| Arnie                                       | 阿尼 Arnie                         | Rina B. Tsou          | Taiwán, Filipinas      |
| Ascension                                   | Ascensão                           | Pedro Peralta         | Portugal               |
| Campo de Víboras                            | Campo de Víboras                   | Cristèle Alves Meira  | Portugal               |
| Delusion Is Redemption to Those in Distress | O Delírio é A Redenção Dos Aflitos | Filipe Fernandes      | Brasil                 |
| Birth of a Leader                           | L'enfance d'un chef                | Antoine de Bary       | Francia                |
| Limbo                                       | Limbo                              | Konstantina Kotzamani | Grecia                 |
| Oh What a Wonderful Feeling                 | Oh What a Wonderful Feeling        | François Jaros        | Canadá                 |
| Prenjak                                     | Prenjak                            | Wregas Bhanuteja      | Indonesia              |
| The Virgin Soldier                          | Le Soldat vierge                   | Erwan Le Duc          | Francia                |
| Superbia                                    | Superbia                           | Luca Tóth             | Hungría                |

### Quincena de Realizadores
La selección completa para la sección de la Quincena de Realizadores fue anunciada el 19 de abril de 2016, en el web de la sección. Fai bei sogni, dirigida por Marco Bellocchio, fue seleccionada como película inaugural de la sección de la Quincena de Directores y Dog Eat Dog , dirigida por Paul Schrader, fue seleccionada como película de clausura de la sección.
Películas – El ganador del premio Art Cinema en color.
| Título original                      | Director             | País                              |
| ------------------------------------ | -------------------- | --------------------------------- |
| L'Économie du couple                 | Joachim Lafosse      | Francia, Bélgica                  |
| L'Effet aquatique                    | Sólveig Anspach      | Francia, Islandia                 |
| Divines (CdO) (QP)                   | Uda Benyamina        | Francia                           |
| Dog Eat Dog (película de clausura)   | Paul Schrader        | Estados Unidos                    |
| Poesía sin fin                       | Alejandro Jodorowsky | Chile, Japón, Francia             |
| Fiore (QP)                           | Claudio Giovannesi   | Italia, Francia                   |
| La pazza gioia                       | Paolo Virzì          | Italia, Francia                   |
| Les vies de Thérèse (ŒdO) (QP)       | Sébastien Lifshitz   | Francia                           |
| Mean Dreams                          | Nathan Morlando      | Canadá                            |
| Mercenaire (CdO)                     | Sacha Wolff          | Francia                           |
| Ma vie de courgette (CdO)            | Claude Barras        | Suiza, Francia                    |
| Neruda                               | Pablo Larraín        | Chile, Argentina, Francia, España |
| Psycho Raman                         | Anurag Kashyap       | India                             |
| Risk (ŒdO)                           | Laura Poitras        | Estados Unidos, Alemania          |
| Fai bei sogni (película de obertura) | Marco Bellocchio     | Italia, Francia                   |
| Tour de France                       | Rachid Djaïdani      | Francia                           |
| Two Lovers and a Bear                | Kim Nguyen           | Canadá                            |
| Gorg o goosfand (CdO) گرگ و گوسفند   | Shahrbanoo Sadat     | Dinamarca, Afganistán             |

(CdO) película elegible a la Caméra d'Or como director novel. - (ŒdO) película elegible a la Premio Ojo Dorado como documental. - (QP) película elegible a la Palma Queer.
Cortometrajes – El ganador del Premio Illy al cortometraje fue iluminado.
| Título original            | Director                       | País             |
| -------------------------- | ------------------------------ | ---------------- |
| Abigail                    | Isabel Penoni, Valentina Homem | Brasil           |
| Zvir                       | Miroslav Sikavica              | Croacia          |
| Chasse Royale              | Romane Gueret, Lise Akoka      | Francia          |
| Decorado                   | Alberto Vázquez                | España           |
| Habat Shel Hakala          | Tamar Rudoy                    | Israel           |
| Happy End                  | Jan Saska                      | República Checa  |
| Hitchhiker                 | Jero Yun                       |                  |
| Import                     | Ena Sendijarevic               | Países Bajos     |
| Kindil El Bahr قنديل البحر | Damien Ounouri                 | Argelia          |
| Léthé                      | Dea Kulumbegashvili            | Francia, Georgia |
| Listening to Beethoven     | Garri Bardine                  | Rusia            |

## Premios

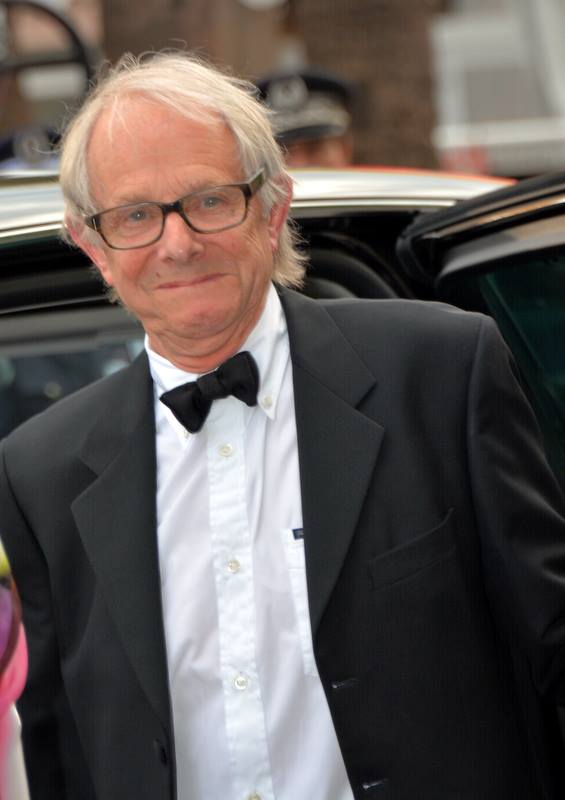
Ken Loach, ganador de la Palma de Oro 2016

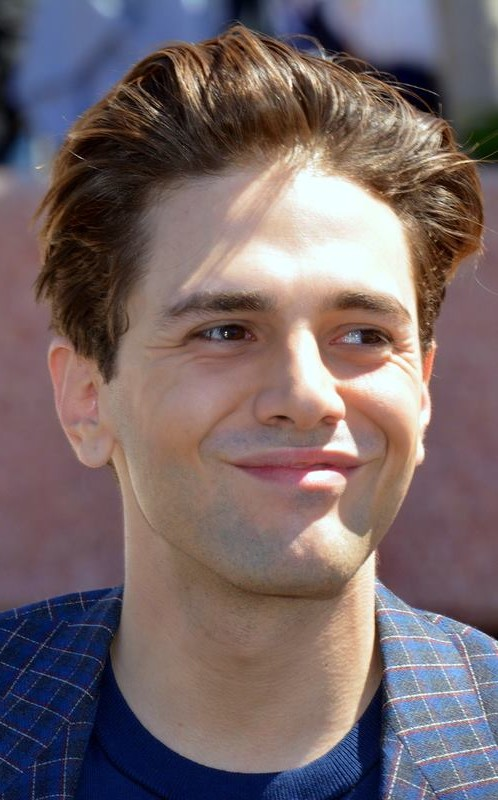
Xavier Dolan, ganador del Gran Prix

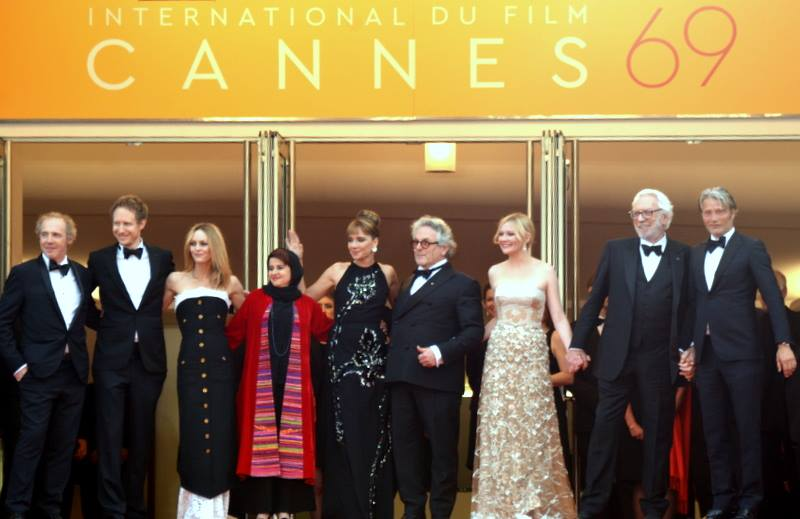
Jurado de la competición principal.

### Premios oficiales
Las siguientes películas fueron galardonadas en el festival de 2016:
En competición
- Palma de Oro: Yo, Daniel Blake de Ken Loach
- Gran Premio del Jurado: Juste la fin du monde de Xavier Dolan
- Premio a la mejor dirección: 
  - Cristian Mungiu por Graduation
  - Olivier Assayas por Personal Shopper
- Premio al mejor guion: Asghar Farhadi por Forushande
- Premio a la interpretación femenina: Jaclyn Jose por Ma' Rosa
- Premio a la interpretación masculina: Shahab Hosseini por Forushande
- Premio del Jurado:  American Honey de Andrea Arnold
- Palma de Oro Honorífica:[22] Jean-Pierre Léaud

Un Certain Regard
- Prix Un Certain Regard: Hymyilevä Mies de Juho Kuosmanen[23]
- Premi del Jurado de Un Certain Regard: Fuchi ni Tatsu de Kōji Fukada
- Un Certain Regard al mejor director: Matt Ross por Captain Fantastic
- Premio Un Certain Regard al mejor guion: Delphine Coulin y Muriel Coulin por Voir du pays
- Premio Especial Un Certain Regard: La tortue rouge de Michael Dudok de Wit

Cinéfondation
- Primer premio:  Anna d’Or Sinai
- Segundo Premio: In the Hills de Hamid Ahmadi
- Tercer Premio: The Noise of Licking de Nadja Andrasev y The Guilt, Probably de Michael Labarca

Caméra d'Or
- Caméra d'Or: Divines de Houda Benyamina

Cortometrajes
- Palma de Oro al mejor cortometraje: Timecode de Juanjo Giménez Peña
- Distinción Especial al cortometraje: The Girl Who Danced with the Devil de João Paulo Miranda Maria

### Premios independentes
Premios FIPRESCI
- Toni Erdmann de Maren Ade (En Competición)
- Câini de Bogdan Mirică (Un Certain Regard)
- Raw de Julia Ducournau (Semana Internacional de la Crítica)

Premio Vulcan al Artista Técnico
- Premio Vulcain: Ryu Seong-hie (dirección artística) por La doncella

Jurado Ecuménico
- Premio del Jurado Ecuménico: Juste la fin du monde de Xavier Dolan
- Recomendaciones:
  - Yo, Daniel Blake de Ken Loach
  - American Honey d’Andrea Arnold

Premios en el marco de la Semana Internacional de la Crítica
- Gran Premio Nespresso de la Semana de la Crítica: Las Mimosas de Oliver Laxe
- France 4 Visionary Award: Albüm de Mehmet Can Mertoğlu
- Premio SACD: Diamond Island de Davy Chou
- Premio Leica Cine Discovery al cortometraje: Prenjak de Wregas Bhanuteja
- Premio Canal+: Birth of a Leader de Antoine de Bary
- Premio Gan Foundation Support for Distribution: Shavua ve yom de Asaph Polonsky

Premios en el marco de la Quincena de Realizadores
- Premio Art Cinema: Gorg o goosfand de Shahrbanoo Sadat
- Premio SACD: L'Effet aquatique de Sólveig Anspach
- Mención especial SACD: Divines de Houda Benyamina
- Premio Europa Cinemas Label: Mercenaire de Sacha Wolff
- Premio Illy al cortometraje: Chasse Royal de Lise Akoka y Romane Gueret
- Mención especial Illy: The Beast de Miroslav Sikavica

Jurado Premio Ojo Dorado
- Premio Ojo Dorado: Cinema Novo d’Eryk Rocha
- Mención especial: The Cinema Travelers de Shirley Abraham i Amit Madheshiya

Jurado Palma Queer
- Queer Palm: Les vies de Thérèse de Sébastien Lifshitz
- Palma Queer: al mejor cortometraje Gabber Lover d’Anna Cazenave Cambet

Jurado Palma Dog
- Premi Palma Dog: Nellie por Paterson
- Premio del Gran Jurado: Jacques por Victoria (película)
- Premio Manitari Palm Dog: Ken Loach por mostrar un perro con tres patas llamado Shea en Yo, Daniel Blake

Prix François Chalais
- Premio François Chalais: Utxenik de Kiril Serébrennikov

Premio Cannes Soundtrack
- Cliff Martinez por The Neon Demon